# ハローキティ (アヴリル・ラヴィーンの曲)
「ハローキティ」ないし「ハロー・キティ」 (Hello Kitty) は、カナダのシンガーソングライター、アヴリル・ラヴィーンの楽曲で、彼女の5枚目のスタジオ・アルバムにあたるセルフタイトル・アルバム『アヴリル・ラヴィーン』（2013年）に収められている。この歌は、ラヴィーンと、チャド・クルーガー、デイヴィッド・ホッジス (David Hodges)、マーティン・ジョンソン (Martin Johnson) が共作した作品である。プロダクションを指揮したのはクルーガーとホッジスで、ブランドン・パドック (Brandon Paddock) とカイル・ムアマン (Kyle Moorman) がアディショナル・プロダクションをしている。「ハローキティ」は、音楽的にはテクノポップ（シンセポップ）的であり、エレクトロの影響も盛り込まれている。この歌は、日本のブランドであるハローキティに関するありとあらゆるものへのラヴィーンの執着に影響を受けており、微妙な性的含意も盛り込まれている。
この曲は、音楽評論家たちから、サウンドを批判され、未熟なものであるとして否定的な評価を受けたが、一部にはユニークで遊び心があるとする意見も出た。ラヴィーンは、この曲のミュージック・ビデオを日本で撮影し、2014年4月21日に公開した。このビデオも批評家たちから否定的な論評を受け、『ビルボード』誌はこれを「abhorrent（忌々しい）」「lazy（怠惰な）」作品だとした。このビデオにおける日本の文化の描き方は、人種主義的で攻撃的だと非難された。ビデオの人気に後押しされて、この曲は Billboard Hot 100 のチャートで75位まで浮上し、このアルバムの収録曲では2番目に高いチャート順位を達成した。

## 背景と構成
アルバム『グッバイ・ララバイ』（2011年）をリリースした3か月後、ラヴィーンは5枚目のスタジオ・アルバムの制作が既に始まっていること、その時点で8曲が用意されていたことを発表した。ラヴィーンは、このアルバムが『グッバイ・ララバイ』とは音楽的に正反対のものになるだろうとも述べ、2012年中には新たなアルバムがリリースされるのではないかという噂が広まった。ラヴィーン自身は、「『グッバイ・ララバイ』はメローな感じが強かったけど、次作ではもう一度ポップで、もっと楽しいものに戻したいの。シングルになると思っている曲は、もう書いてあるから、後はレコーディングをし直せばいいのよ！」と説明していた。あるインタビューで、ラヴィーンは、クルーガーとの共同作業について、「もう書いちゃった曲に「ハローキティ」っていうのがあって、ハローキティについて書いた曲なんだけど、私すっかり夢中で、これまで経験したことがないくらい本当に楽しかったわ。この曲って、ちょっと抜けてる感じで、電子音楽っぽいところもあって、で...このレコードの中でこれに似たサウンドがない、これひとつだけなのよ。本当に違ってて、これを聞かせた友だちは気に入ってくれた人が多かったのよ。」と述べた。
「ハローキティ」は、ラヴィーンと、チャド・クルーガー、デイヴィッド・ホッジス、マーティン・ジョンソンが書いた曲であり、プロデュースはクルーガーで、ホッジス、ブランドン・パドック、カイル・ムアマンがプロダクションを手助けした。エンジニアはジョン・ヘインズ (John Hanes)、ミックスはサーバン・ゲニア (Serban Ghenea) で、パドックとムアマンが追加的なプログラミングを担当した。Digital Spy とのやり取りの中で、ラヴィーンはこの歌の歌詞について、「「ハローキティ」は、とっても面白い主題 [...] 。私には、とってもエキサイティングなの。これまでやったことがあるようなサウンドには、したくなかったの。すべてがひっくり返るようなサウンドが欲しかったから、結局、手助けしてもらえる新しいプロデューサーを雇ったのよ。」と説明した。曲の冒頭の歌詞「ミンナ サイコー アリガトー カ・カ・カ・カワイー カ・カ・カ・カワイー (Min'na saikō arigatō, K-k-k-kawaii, k-k-k-kawaii)」は、日本のカワイイ文化への言及である。英語の「キュート (cute)」に相当する日本語の「カワイイ」は、漫画や日本のビデオ・ゲーム (Japanese video games) において、愛らしい姿で描かれたキャラクターなどを指して好んで用いられる。ラヴィーンは後に、英語で「子猫」を意味する「Kitty」や「Pussy」が（女性性器を意味する）性的な婉曲表現であることを踏まえて、この歌に二重の意味があるのではないかと尋ねられたのに応えて、「この曲はあからさまにいちゃつく感じだし、いくらか性的だけど、純粋にハローキティに対する私の愛情でもあるのよ」と述べている。また、マッチミュージック・アワード (MuchMusic Awards) の席でラヴィーンは、「本当に楽しい曲で、パジャマ・パーティーとか、猫をかわいがることを歌ってるのよ」とも述べている。

## 批評
この曲は、リリース前に両極端に評価が割れていた時期を経て、音楽評論家たちから否定的に酷評されるようになった。『エンターテインメント・ウィークリー』誌のニック・カトゥッチ (Nick Catucci) は、この曲を「奇妙だ (weird)」とし、「ダブステップのトラックに、「アメリカ風のJ-POPで今すぐ盛り上がろう！(J-Pop American Funtime Now!)」といったツヤをつけて独自の特色を出そうとしたもののようだ。」と評した。『ビルボード』誌のジェイソン・リップシャッツ (Jason Lipshutz) は、テクノポップ的な一面を評価しつつも、「この曲はラヴィーンが本領としている範囲から外れたジャンルにおける大胆な試みではあるが、結局まとまっていない。20回も「Hello Kitty, you're so pretty」と繰り返されては、聴き手はもう次のトラックに進みたくなるだろう。」とした。オールミュージック (AllMusic) のスティーヴン・トマス・アールワイン は、「バブルガムを迂回して、結果的に恥かきになってしまった。」とした。ほとんどのアルバムを「ふやけている (soggy)」と表現する『ローリング・ストーン』誌のチャック・エディ (Chuck Eddy) は、「ハローキティ」がアルバム中で最も遊び心がある作品に思えるとして、「ケシャ経由のJ-POP (J-pop-via-Kesha)」と評した。Digital Spy のロバート・コープシー (Robert Corpsey) は、好意的に「「ハローキティ」の、激しく揺れるエレクトロ・ポップのビートは、彼女のまわりのもろもろや、一定の規模がある彼女の日本のファンたちに向けられた頌歌なのである。カーブとしては上出来だが、現在のEDM＝ポップ全盛のチャートに、彼女のサウンドを食い込ませようとする試みとしては、かなり不足なものに終わっている」と述べている。
AbsolutePunk のクレイグ・マニング (Craig Manning) は、「信念に溢れた最大の跳躍 ("the biggest leap of faith)」だとし、この曲を「EDMやポップをラリったようにパッチワークして作られた、ラヴィーンから、一定の規模がある日本のファンに愛ある敬意を表したもの」だとした。MuuMuseのブラッドリー・スターン (Bradley Stern) は、「EDMが注入されたイカれた足踏みの曲で、ラヴィーンは、グウェン・ステファニーの跳ねるような日本趣味のアルバム『ラヴ.エンジェル.ミュージック.ベイビー.』を呼び起こす。」とした。musicOMH のローレンス・グリーン (Laurence Green) は、「ゴミのようなEDMの時間に、日本語の言葉の断片が飾られている」とし、「アルバムの他の曲で聞かれるような、もっぱらロックに軸を置いたサウンドの中に置かれるより、むしろブリトニー・スピアーズのアルバムにお似合いな、奇妙な、間違った一歩だと感じられる」と記した。Sputnikmusic のあるレビューは、「ハローキティ」が「笑えるほどサイアク (laughably bad)」で 「つまらない (insipid)」と述べ、ラヴィーンが若い聴き手を引き込もうとしていることを批判した。（ミシガン大学の大学新聞）『The Michigan Daily』のグレゴリー・ヒックス (Gregory Hicks) は、否定的なレビューを書き、「2013年に必須のものとして、流行に乗ることだけを目的に作られた、ダブステップのゴミ」と記した。

## チャートの動き
「ハローキティ」は、（大韓民国のガオンチャートのひとつ）ガオン・デジタル・チャート（가온 디지털 차트、Gaon Digital Chart）において初登場84位、同じくダウンロード・インターナショナル・チャートでは、最初の1週間で4,038件のダウンロード販売があり70位となった。Billboard Hot 100では、ビデオの人気もあって、75位で1週間だけチャート入りした。ニールセン・ブロードキャスト・データ・システムズ (Nielsen Broadcast Data Systems) によると、獲得したチャート・ポイントの92％にあたる73ポイントは、YouTube 上の VEVO の閲覧から獲得されたものであった。この曲は、ラヴィーンにとって、セルフタイトル・アルバムからの曲のなかでは、6月に20位まで浮上した「Here's to Never Growing Up」に次いで、2番目に高い順位に上った。この曲はまた、彼女にとって Streaming Songs において初登場14位となり、公式ビデオのデビューを受けて5月に26位で初登場した「Here's to Never Growing Up」を上回り、彼女にとってこのチャートにおける初登場最高位の曲となった。ニールセン・サウンドスキャン (Nielsen SoundScan) によれば、この曲は、前週のとるに足らない数字から一転して、4月27日までの1週間に5,000ダウンロードを超えた。『ビルボード』誌の Japan Hot Top Airplay チャートには、2014年5月12日までの週に82位で初登場した。

## ミュージック・ビデオ
「ハローキティ」のミュージック・ビデオは日本の東京で撮影され、ラヴィーンの公式サイトで2014年4月21日に初公開された。このビデオはラヴィーンのYouTubeチャンネルから除去されたが、これは文化的配慮に欠け、また、エネルギーが欠けているという批判にさらされる中でのことであった。公式スポークスパーソン、ビデオはまだ公式には公開されておらず、4月23日には公開されると述べたが、その日のうちに VEVO と YouTube チャンネルに再度アップロードされた

### 構成
ビデオの大部分は、ラヴィーンが、互いによく似た4人の日本人女性を後ろに従えて、寝室、キャンディ・ストア、ストリートなど、あちこちを練り歩き、踊るというものである。ビデオでは、ラヴィーンがギターを弾く、眼鏡をかける、寿司を食べる、集まったファンたちに手を振る、写真を撮るといった場面が盛り込まれ、手袋と合わせたパステル色のヘアーエクステンションに、立体的なカップケーキの飾りに覆われたピンク色のチュチュが登場する。

### 受容と批判
このビデオは、批評家たちにひどく酷評された。『ビルボード』誌のジェイソン・リップシャッツは、「歌そのもの以上に、忌々しい」と評した。同じアルバムから先行したビデオの出来は「素晴らしい (Excellent)」と認めつつ、「ハローキティ」のビデオが「何もしようとしていない。冒頭からの21秒の間にも、その怠慢ぶりははっきり現れている。ラヴィーンは、カップケーキのプラッシュ・スタック (plush stack) を持ち、尻を振り、カップケーキを見つめ、肩を揺らし、「Someone chuck a cupcake at me ..（誰かカップケーキを私に放って ...）」という歌詞のところで作り物のカップケーキをカメラに投げるが、唇の動きは音楽に対してうまく合っていない。」と述べた。Slant Magazine のアレクサ・キャンプ (Alexa Camp) は、このビデオを「本当に顔をしかめたくなるような、文化を濫用しておもちゃにしている行為だ」と断じた。『インデペンデント』紙は、「「ハローキティ」はあなたの目と耳を出血させかねない」とし、Jezebel は、「まるで、誰かが2004年から2010年にかけてのアメリカのポップ・カルチャーの病んだ下腹部を引きはがして、ドロドロの生ゴミの山の上に気前よくまき散らしたらどうなるか、みたいな感じ」と記した。
日本の文化の描写に対しては広範囲な批判を受け、その中には人種主義的であると示唆するものも含まれていたが、ラヴィーンは、「私は日本文化が好きだし、自分の時間の半分は日本で過ごしているのよ。ビデオの撮影で東京へ飛んだのは ... 特に私の日本人のファンのみんなや、私の日本のレコードレーベル、日本にいる私の日本人の振付師や日本人のビデオ監督のためにね」と述べた。東京を拠点とするジャーナリスト/メディア・コメンテーターの烏賀陽弘道は、「マス・メディアが伝える、自らの文化の外にある様々な異文化のイメージは、常に現実とは異なったものとなる。... もし消費者の大多数に伝えようとするなら、イメージは最低の共通観念にしかならない。東京を拠点とする有名な技術・社会系メディアの専門家である林信行は、Twitter における反応の大部分が好意的なものであり、さらに、ラヴィーンを人種主義的だと非難する人は日本人ではなく、日本社会はこの件をシリアスなものとは捉えていない、とコメントした。

## ライブ演奏
ラヴィーンは、「ハローキティ」を2013年から2014年にかけての「The Avril Lavigne Tour」のオープニング曲として使用した。

## カバー
「ASAP Fabulous It Girls」という名で知られるフィリピン人女性グループは、2014年6月15日の ASAP 19 のイベントでこの今日を披露した。ABS-CBNエンタテイメントは、その模様を、当日のうちに同社の YouTube チャンネルにアップロードした。

## パーソネル
- 作者：アヴリル・ラヴィーン、チャド・クルーガー、デイヴィッド・ホッジス、マーティン・ジョンソン
- エレクトリック・ギター：マーティン・ジョンソン
- エンジニア：ジョン・ヘインズ
- ミックス：サーバン・ゲニア
- プロデュース：マーティン・ジョンソン
- アディショナル・プロダクション、プログラミング：ブランドン・パドック、カイル・ムアマン
- アディショナル・ボーカル・プロダクション：チャド・クルーガー、デイヴィッド・ホッジス
- 録音：ブランドン・パドック、カイル・ムアマン、マーティン・ジョンソン

以上は、アルバム『アヴリル・ラヴィーン』（2013年）のライナーノーツによる。

## チャート
| チャート (2013-2014)                                           | 最高位 |
| -------------------------------------------------------------- | ------ |
| 『ビルボード』誌 Japan Hot Top Airplay                         | 82     |
| 大韓民国（ガオン・ダウンロード・インターナショナル・チャート） | 84     |
| 『ビルボード』誌 Billboard Hot 100                             | 75     |